# Школа № 33 (Петропавловск-Камчатский)
Средняя школа № 33 — российская общеобразовательная средняя школа № 33 города Петропавловска-Камчатского. Полное наименование «Муниципальное автономное общеобразовательное учреждение средняя школа № 33 с углублённым изучением отдельных предметов».

## История
Школа основана в 1968 году. Находится в районе «Дачная» по адресу проспект Рыбаков, 30. С 1998 года — экспериментальная площадка по теме «Последовательность и преемственность в развитии индивидуальных способностей ребёнка 5—17 лет в условиях отдалённых территорий». С 2002 года стала работать как образовательное учреждение с углублённым изучением отдельных предметов. С 1998 года это учебное заведение имеет статус федеральной экспериментальной площадки по теме «Последовательность и преемственность в индивидуальном развитии детей 5-17 лет в условиях отдалённых территорий». С 2005 года является экспериментальной площадкой «Отработка модели профессионального обучения на старшей ступени». В 2006 году школа успешно подтвердила свой статус. В 2008 году школа, в качестве федеральной экспериментальной площадки, участвовала в проходившем в Москве форуме «Модернизация образования». В том же 2008 году школа, в качестве одной из лучших школ города, наряду со школами № 42 и № 43 вошла в Образовательный округ ВГУЭС.
За свою историю школу окончили более 2 300 выпускников, из них 4 с золотыми и 13 с серебряными медалями. С 1999 по 2006 год 289 учащихся стали победителями и призёрами городских, областных, региональных и всероссийских олимпиад по различным предметам.

### Сейсмоусиление 2011
Летом 2010 г. было принято решение о начале работ по сейсмоусилению здания школы. С первого сентября в 2011 в силу вступили новые санитарные правила и нормы, запрещающие внутренние и внешние работы в общеобразовательных школах в присутствии учащихся. По этой причине школа № 33 открыта не была, ученики были временно переведены в другие школы города. Для перевозки учеников 33 школы был создан специальный автобусный маршрут. Спустя полгода сейсмоусиление и косметический ремонт школы были завершены и школа восстановила свою работу.

## Ступени обучения
- Начальное звено — детский сад с приоритетным интеллектуальным развитием.
- Первая ступень (начальная школа) — общеобразовательные классы, занимающиеся по программе «2100».
- Вторая ступень (5—9 классы) — общеобразовательные классы и классы с углублённым изучением предметов.
- Третья ступень (10—11 классы) — профильные классы по направлениям: техническое, физико-математическое, филологическое, технологическое. Это одна из немногих школ региона, где действует целых четыре 11-х класса[4].

## Преподавательский состав
Козырь Ирина Николаевна — директор. Отличник народного просвещения, в школе работает с 1979 г. Сначала старшей пионервожатой, в 1983—1999 — учителем химии, затем зам. директора по учебно-воспитательной работе, с 2006 директор. Член общественной палаты Камчатского края.
В коллективе работают (на декабрь 2007 года):
- 5 преподавателей со званием «Заслуженный учитель РФ» (Белоусова Галина Николаевна — учитель русского языка и литературы, Бутковская Зинаида Сергеевна — учитель немецкого языка, Леонтьева Светлана Альбертовна — учитель начальных классов, Тихонова Любовь Ивановна — заместитель директора по начальной школе, Курносов Валерий Михайлович — учитель физики и астрономии[20]);
- 15 преподавателей с нагрудным знаком «Отличник народного просвещения»;
- 6 преподавателей с нагрудным знаком «Почётный работник общего образования РФ»;
- 12 преподавателей, награждённых почётной грамотой Министерства образования РФ;
- 1 преподаватель, имеющий благодарность Министерства культуры и массовых коммуникаций РФ;
- 4 лауреата премии П. Т. Новограбленова.

В 2009 году учитель черчения, ОБЖ и физкультуры Киреев Олег Анатольевич на краевом конкурсе «Учитель года Камчатки-2009» был признан лучшим учителем ОБЖ региона.
17 декабря 2010 года учителю физики и информатики Игорю Васильевичу Козадаеву, работающему в школе с начала 90-х, победителю конкурса в рамках приоритетного национального проекта «Образование» был вручён Орден Дружбы народов. А до этого его «Электронный учебник. Физика 5-6» стал победителем заключительного этапа Всероссийского Фестиваля идей и инноваций, проходившего в Москве 9-11 ноября 2007 года. Игорь Васильевич стал единственным представителем Дальневосточного федерального округа на этом фестивале.
В 2011 году на областном конкурсе Единой России «Камчатская школа в год учителя» учитель начальных классов Светлана Аркадьевна Лысенкова заняла третье место. В 2004 году она занимала II место на городском конкурсе «Учитель года».

## Награды
- дипломант Всероссийского конкурса «Школа года» (1996—2005);
- дипломант конкурса «Школа века» (2000);
- дипломант Всероссийского конкурса «Знак качества образования»;
- лауреат областного конкурса «Лучшие школы Камчатки-2004»[27];
- победитель областного конкурса « школы Камчатки-2005»;
- дипломант Всероссийского конкурса «Лучшие школы России-2005»[28];
- диплом лауреата премии имени П. Т. Новограбленова за достигнутые успехи в области образования (2005);
- победитель конкурса общеобразовательных учреждений, внедряющих инновационные образовательные программы (2006);
- лауреат конкурса им. Л. И. Рувинского в номинации «Школа духовности и гуманизма», диплом лауреата конкурса «Школа России-2009»[29];
- лауреат областного конкурса «Лучшие школы Камчатки-2010»[30];
- победитель областного конкурса «Лучшие школы Камчатки-2011»[31];
- занесена в Почётную книгу «Лучшие учреждения России»[1].

## Известные выпускники
- Яровая Ирина Анатольевна — российский политик, председатель комитета по безопасности и противодействию коррупции Государственной Думы Федерального Собрания Российской Федерации[32]